# MYTV
MYTV (Mayapada Televisi; dawniej: Banten TV, INTV) – indonezyjska stacja telewizyjna, należąca do Mayapada Group. Została uruchomiona w 2006 r. jako Banten TV; w 2016 r. zmieniła nazwę na INTV, a od 2019 r. funkcjonuje jako MYTV. 